# Matumbi (Ethnie)
Die Matumbi sind eine Ethnie im heutigen Tansania, in deren Gebiet 1905 der Maji-Maji-Aufstand ausbrach.
Sie waren wegen ihrer Abgeschlossenheit nach außen und der unwegsamen Berge von den Sklavenjagden in vorkolonialer Zeit verschont geblieben. Daher pflegten sie ihre ganz eigene Herrschaft und Religion, der auch die neuen Kolonialherren Deutsch-Ostafrikas nicht viel anhaben konnte. Innerhalb ihres Klans gab es bei den Matumbi einen sehr starken Zusammenhalt, der Schutz gegen Sklavenjäger und andere Feinde von außen schuf. Dieser zeigte sich in einem Trommel-Warnsystem, das auch im Maji-Maji-Aufstand zum Einsatz kam. 
Laut Karl-Martin Seeberg wurden die Matumbi immer ungeduldiger: „Wir haben die Medizin und sind tapfere Leute. Warum sollen wir warten?“ So waren die Matumbi für den Erstschlag gegen die Kolonialherren prädestiniert und folgerichtig kam es so.
Der Stamm des Namens ist 'Matumbi', welcher durch die morphologischen Präfixe 'Wa' (Ethnie), 'Ki' (Sprache), 'U' (Land) und 'M' (der einzelne Angehörige) erweitert werden konnte.
Beispiel:
Ein Mmatumbi kommt aus Umatumbi, spricht Kimatumbi und gehört zu den Wamatumbi.